# Заполярний
Заполя́рний (рос. Заполя́рный; норв. Zapoljarnyj) — місто (з 1963) в Печенезькому районі Мурманської області Росії. Центр і до травня 2020 року — єдиний населений пункт міського поселення Заполярний. Знаходиться за 103 км на північний захід від Мурманська.
Населення —  14 706 осіб (2020). Площа міста —  12 км².

## Історія
Перше поселення на території міста було закладене в 1955 році геологами при будівництві Жданівського гірничо-збагачувального комбінату на базі Жданівського мідно-нікелевого родовища, відкритого в 1946 році. Датою заснування міста вважається 4 травня 1955 року. Місто будувалося трестом «Печенганікельбуд» і ленінградськими комсомольцями . 20 квітня 1956 селище при комбінаті було включене в облікові дані і отримало найменування «Заполярний» (так як розташовувалося за полярним колом).
З кінця квітня 2020 року міське поселення скасовується у зв'язку з реоргранізацією Печензького муніципального району на Печензький муніципальний округ, закон про перетворення підписаний 24 квітня 2020 року.

## Економіка
- Гірничо-металургійний комбінат «Печенганікель», що входить до концерну «Норильський нікель»
- Кольська гірничо-металургійна компанія

## Цікаві факти
- За 12 кілометрів на захід від міста знаходиться Кольська надглибока свердловина.
- У Заполярному народилася Олена Гагаріна, дочка Юрія Гагаріна. Цей факт свого часу тримався в секреті.